# Anna Svanbeck
Anna Cecilia Svanbeck, född 9 mars 1882 i Ovansjö församling, Gävleborgs län, död 27 april 1962 i Växjö församling, Kronobergs län, var en svensk tandläkare och rösträttsaktivist. 
Hon var verksam i kampanjen för införandet av kvinnlig rösträtt i Sverige och ordförande för Föreningen för kvinnans politiska rösträtt i Växjö 1916–1917.